# Prêmio MTV Miaw para Artista Musical
O Prêmio MTV Miaw para Artista Musical é entregue anualmente pela MTV no MTV Millennial Awards Brasil, uma premiação para reconhecer os melhores músicos, influenciadores e entretenimento da geração millennial. Anitta e Pabllo Vittar tem o maior número de prêmios com dois cada, enquanto Anitta e Ludmilla tem o maior número de indicações, recebendo cinco cada.

## Vencedores e indicados
Legenda:
     Vencedor(a)

### Década de 2020

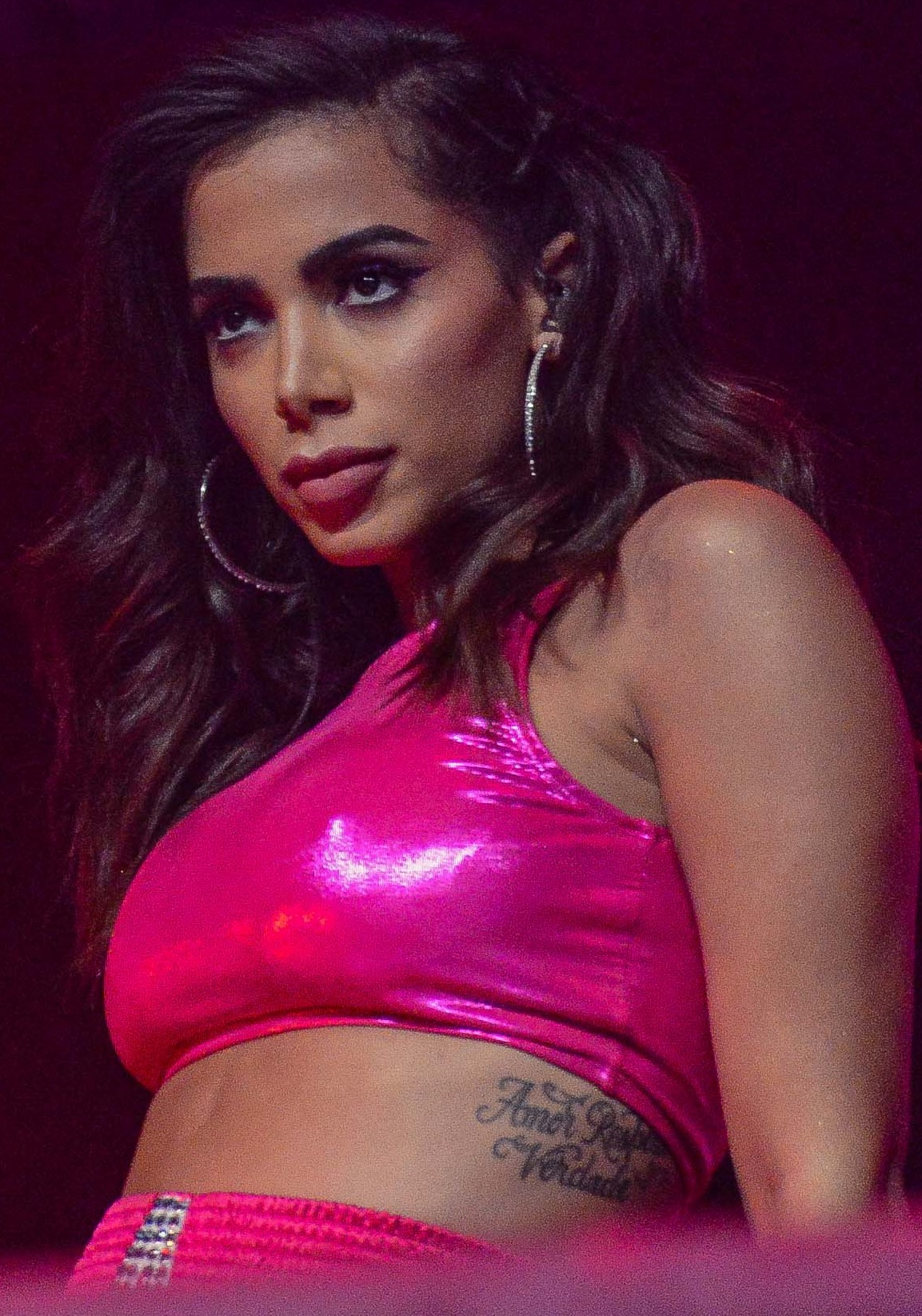
Anitta venceu o prêmio duas vezes (2018 e 2020).

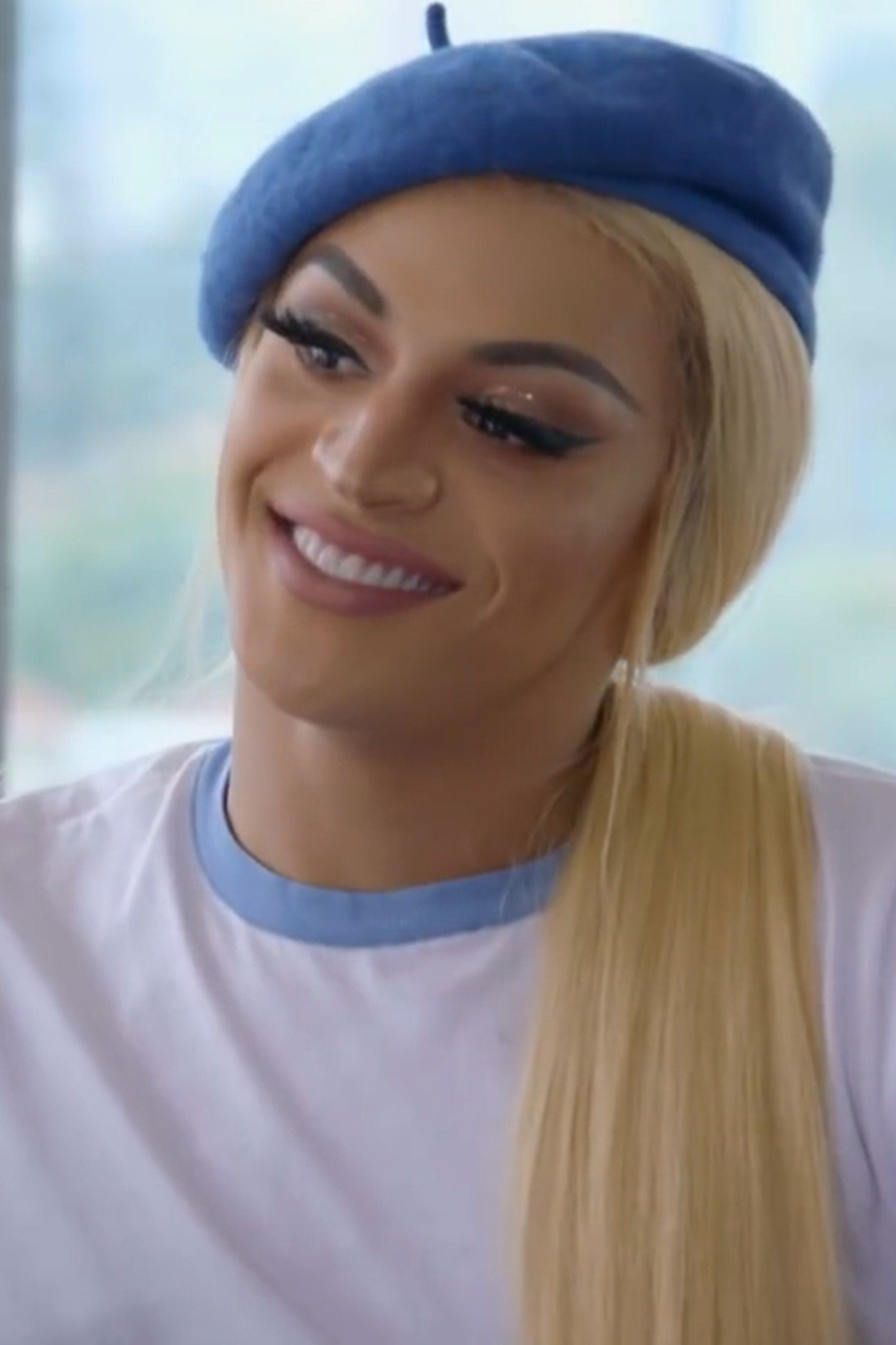
Pabllo Vittar venceu o prêmio duas vezes (2019 e 2021).

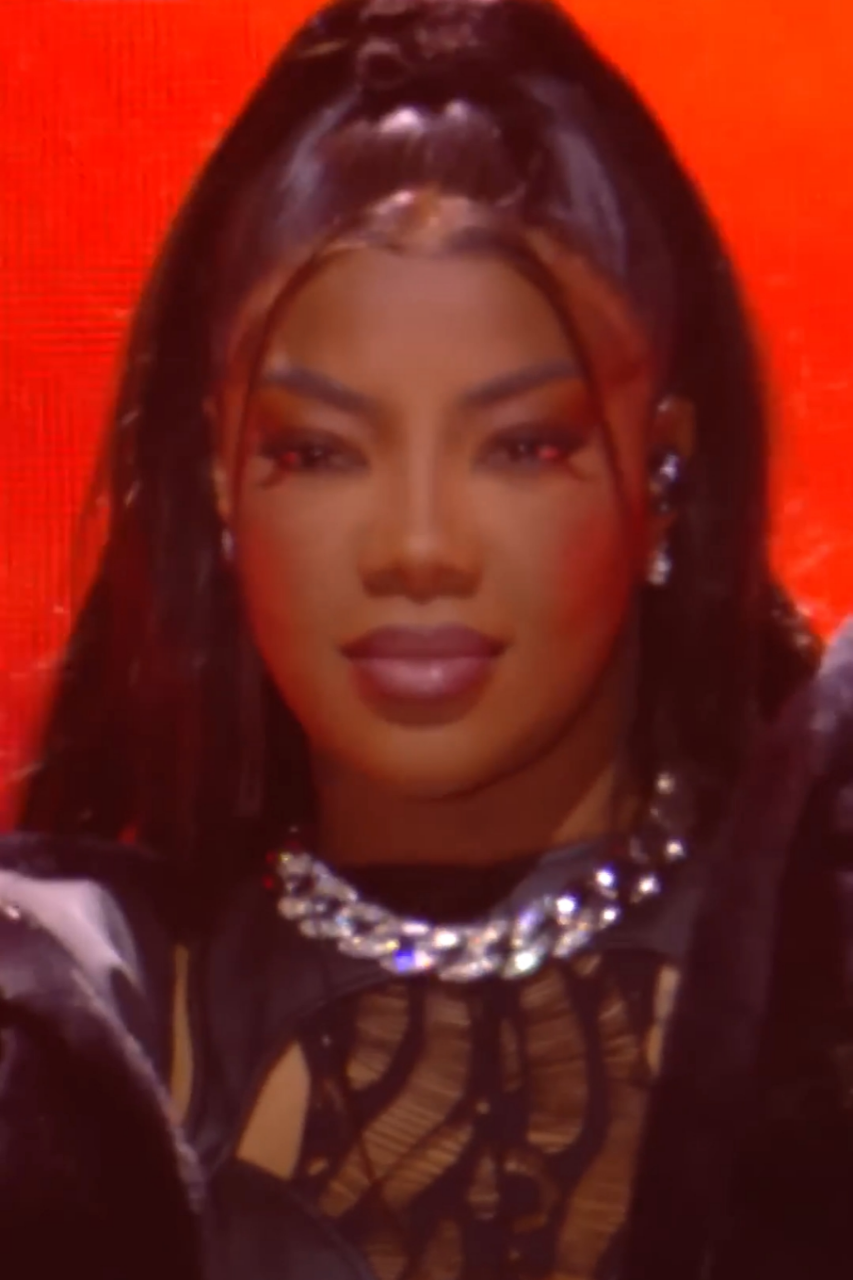
Ludmilla venceu o prêmio em 2022.

| Ano  | Artista           | Ref.  |
| ---- | ----------------- | ----- |
| 2018 | Anitta            | [ 1 ] |
| 2018 | Alok              | [ 1 ] |
| 2018 | Anavitória        | [ 1 ] |
| 2018 | Iza               | [ 1 ] |
| 2018 | Ludmilla          | [ 1 ] |
| 2018 | MC Kevinho        | [ 1 ] |
| 2018 | Nego do Borel     | [ 1 ] |
| 2018 | Pabllo Vittar     | [ 1 ] |
| 2019 | Pabllo Vittar     | [ 2 ] |
| 2019 | Alok              | [ 2 ] |
| 2019 | Anavitória        | [ 2 ] |
| 2019 | Anitta            | [ 2 ] |
| 2019 | Baco Exu do Blues | [ 2 ] |
| 2019 | Gloria Groove     | [ 2 ] |
| 2019 | Kevinho           | [ 2 ] |
| 2019 | Ludmilla          | [ 2 ] |

| Ano  | Artista       | Ref.  |
| ---- | ------------- | ----- |
| 2020 | Anitta        | [ 3 ] |
| 2020 | Anavitória    | [ 3 ] |
| 2020 | Emicida       | [ 3 ] |
| 2020 | Ludmilla      | [ 3 ] |
| 2020 | Luísa Sonza   | [ 3 ] |
| 2020 | Pabllo Vittar | [ 3 ] |
| 2020 | Pedro Sampaio | [ 3 ] |
| 2020 | Vitor Kley    | [ 3 ] |
| 2021 | Pabllo Vittar | [ 4 ] |
| 2021 | Anitta        | [ 4 ] |
| 2021 | Kevin o Chris | [ 4 ] |
| 2021 | Lagum         | [ 4 ] |
| 2021 | Ludmilla      | [ 4 ] |
| 2021 | Luísa Sonza   | [ 4 ] |
| 2021 | Papatinho     | [ 4 ] |
| 2021 | Xamã          | [ 4 ] |
| 2022 | Ludmilla      | [ 5 ] |
| 2022 | Anitta        | [ 5 ] |
| 2022 | Gloria Groove | [ 5 ] |
| 2022 | L7nnon        | [ 5 ] |
| 2022 | Luísa Sonza   | [ 5 ] |
| 2022 | Matuê         | [ 5 ] |
| 2022 | Pedro Sampaio | [ 5 ] |
| 2022 | Zé Felipe     | [ 5 ] |

## Artistas com mais prêmios
2 prêmios
- Anitta
- Pabllo Vittar

## Artistas com mais indicações
5 indicações
- Anitta
- Ludmilla

4 indicações
- Pabllo Vittar

3 indicações
- Anavitória
- Luísa Sonza

2 indicações
- Alok
- Gloria Groove
- Kevinho
- Pedro Sampaio